# 志水義夫
志水 義夫（しみづ よしを、1962年4月13日 - ）は、日本の国文学者。東海大学教授。

## 人物
東京都生まれ。父は国文学者・志水富夫（1930-2001）。妻は城崎陽子。
1986年東海大学文学部北欧文学科卒業。1991年同大学院文学研究科日本文学専攻博士課程後期単位取得退学。2004年「古事記生成の研究」で國學院大學文学博士。東海大学文学部日本文学科助教授、教授。

## 著書
- 『古事記生成の研究』おうふう、2004年。ISBN 4273033305
- 『古事記の仕組み：王権神話の文芸』新典社〈新典社新書〉、2009年。ISBN 9784787961372
- 『少年少女のクロニクル：セラムン、テツジン、ウルトラマン』新典社〈新典社新書〉、2013年。ISBN 9784787961624
- 『澁川春海と谷重遠：双星煌論』新典社〈新典社選書〉、2015年。ISBN 9784787968203
- 『ゴジラ傳：怪獣ゴジラの文藝学』新典社〈新典社選書〉、2016年。ISBN 9784787968296
- 『魔法少女まどか☆マギカ講義録：メディア文藝への招待』新典社〈新典社新書〉、2017年。ISBN 9784787961716

### 共著編
- 『上代文学への招待』城崎陽子共著、ぺりかん社、1994年。ISBN 4831506443
- 『言語と文藝：夜の寝覚論・山本周五郎論・国語教育論：志水富夫論文集』編、おうふう、2013年。ISBN 9784273037383
- 『文学研究の思想：儒学、神道そして国学』田尻祐一郎・西岡和彦・山下久夫・城崎陽子共著、東海大学出版部〈東海大学文学部叢書〉、2014年。ISBN 9784486020271
- 『『君の名は。』の交響：附録『シン・ゴジラ』対論』助川幸逸郎共編、ひつじ書房、2017年。ISBN 9784894768741

## 論文
- Cinii